# Кичера

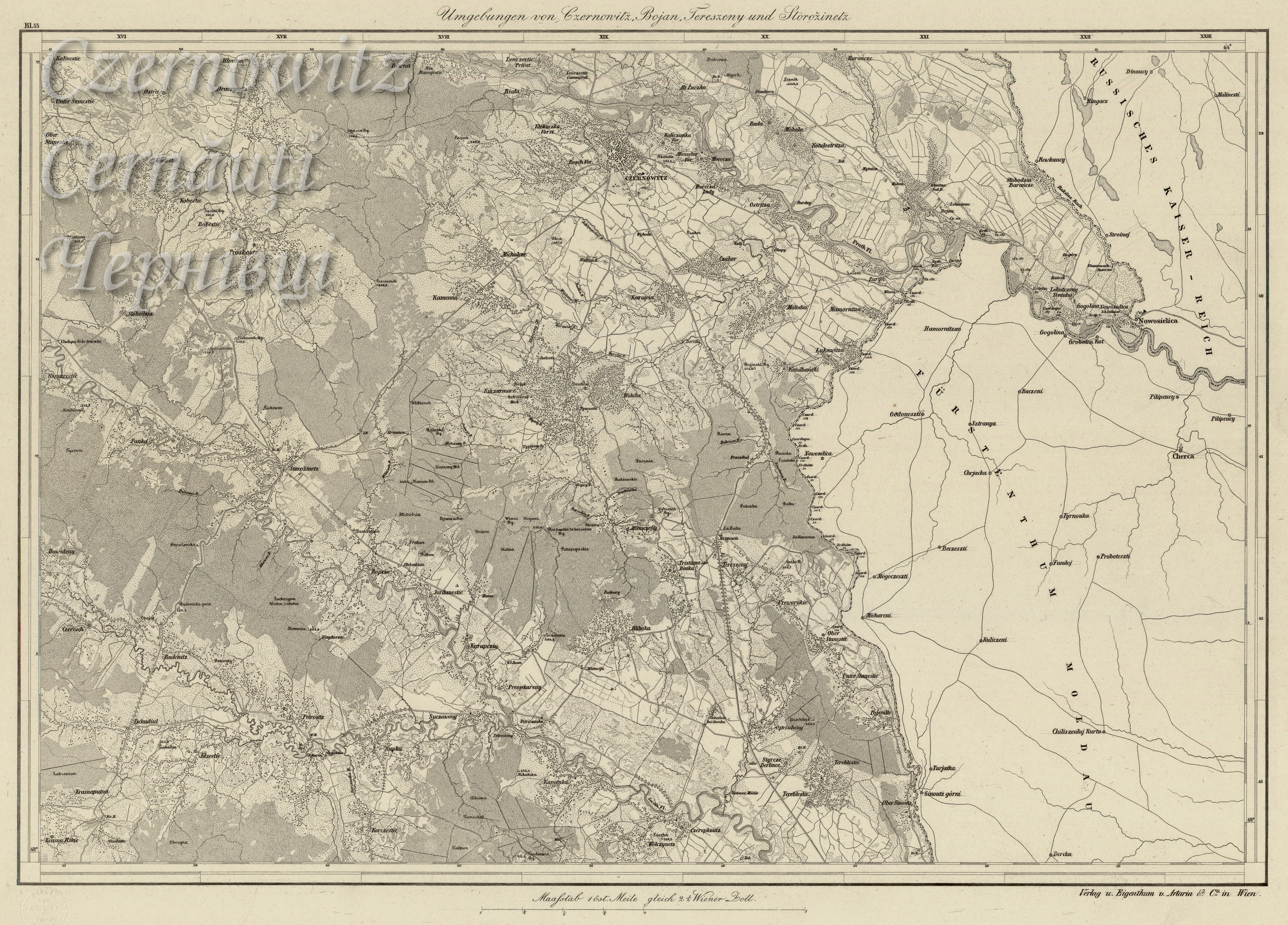

Кичєра, Кичєрі - давня назва села в Чернівецькій області, теперішня назва Червона Діброва.

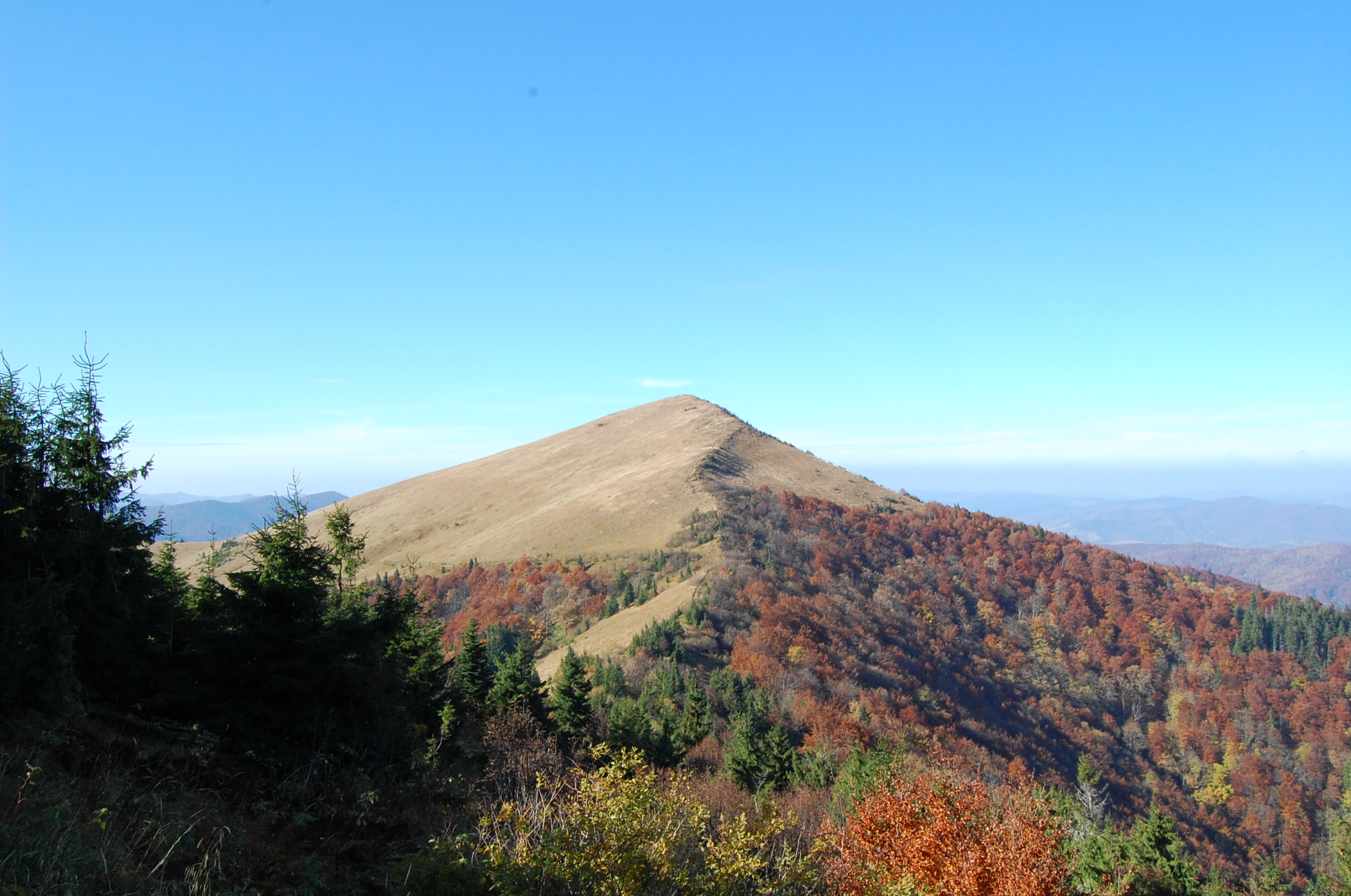
Кичера в українських Карпатах

Кичéра, кичéри — діалектизм української мови, що означає гору, яка вся вкрита лісом, окрім вершини. Нині це слово переважно трапляється як топонім.

## Приклади вживання у творах
- «Втретє затрембітала трембіта про смерть у самотній хаті на високій кичері» (Михайло Коцюбинський, II, 1955, 312);
- «Виглянуло веселе [сонце] з-за кичери й залило золотом долину» (Володимир Гжицький, Опришки, 1962, 17).

|                                                     | Я піду в далекі гори, на широкі полонини І попрошу вітру зворів (ярів), аби він не спав до днини. Щоб летів на вільних крилах на кичери і діброви... |
| — («Я піду в далекі гори» Володимира Івасюка, 1968) | |

## Власні назви
- «Кичера» — лемківський ансамбль пісні і танцю з Польщі під орудою Юрка Старинського.
- «Кичера» — заповідне урочище в Івано-Франківській області.